# Uti possidetis
Uti possidetis ou uti possidetis iuris é um princípio de direito internacional segundo o qual os que de facto ocupam um território possuem direito sobre este. A expressão advém da frase uti possidetis, ita possideatis, que significa "como possuís, assim possuais".
Proveniente do direito romano, o princípio autoriza uma parte a contestar e reivindicar um território adquirido pela guerra. O termo foi utilizado historicamente para legitimar as conquistas territoriais, como no caso da anexação da Alsácia-Lorena pelo Império Alemão, em 1871.

## História
A expressão uti possidetis tem origem no direito romano, onde indicava uma interdição do pretor destinada a proibir qualquer interferência na posse de bens imóveis adquiridos nec vi, nec clam, nec praecario ("sem força, sem segredo, sem permissão"). A finalidade do uti possidetis era atribuir provisoriamente ao titular daquele bem uma posição favorável na ação de posse.
Recorreu-se a este princípio para estabelecer as fronteiras dos novos Estados independentes após a descolonização, de modo a que os novos limites correspondessem aos dos antigos territórios coloniais. O princípio foi utilizado após a retirada do Império Espanhol na América do Sul, no século XIX. Ao lançar mão do Uti possidetis, os novos Estados procuraram assegurar que não haveria terra nullius (terra que pertence a ninguém) no continente e reduzir a possibilidade de guerras de fronteira na região. A política não foi totalmente bem-sucedida, como demonstrou a Guerra do Pacífico.
O mesmo princípio foi aplicado à África e à Ásia quando da retirada das potências europeias. Em 1964, a Organização da Unidade Africana decidiu que o "princípio da intangibilidade das fronteiras coloniais" - noção central do Uti possidetis - deveria ser aplicado ao continente. Embora grande parte da África já fosse independente àquela altura, a resolução foi uma diretriz política para regular as contestações territoriais baseadas em tratado relativo às fronteiras preexistentes.
Este princípio foi aceito por Portugal e Espanha na celebração do Tratado de Utrecht para definir a fronteira de suas colônias na região dos sete povos das missões.